# Công nghiệp hóa theo hướng xuất khẩu
Công nghiệp hóa theo hướng xuất khẩu là một chiến lược công nghiệp hóa lấy phát triển khu vực sản xuất hàng xuất khẩu làm động lực chủ yếu lôi kéo phát triển toàn nền kinh tế. Chiến lược này từng được nhiều nước đang phát triển áp dụng và không ít trong số đó đã thành công, điển hình là Nhật Bản, Hàn Quốc, Đài Loan, ngoài ra cũng có thể nhắc đến một số nước ASEAN và Trung Quốc.
Trong chiến lược này, Chính phủ sẽ ưu tiên phát triển những ngành công nghiệp có thể xuất khẩu được sản phẩm của mình. Các biện pháp ưu tiên thường được sử dụng gồm: trợ cấp xuất khẩu, tạo thuận lợi trong tiếp cận tín dụng, hỗ trợ về thông tin thị trường, tạo thuận lợi cho nhập khẩu đầu vào cho sản xuất, ưu đãi về tỷ giá hối đoái, quy định về tỷ lệ xuất khẩu đối với các nhà đầu tư trực tiếp nước ngoài, tạo thuận lợi về cơ sở hạ tầng chẳng hạn như thành lập các khu chế xuất. Theo dự tính thông thường của các nhà lập chính sách theo đuổi chiến lược này, các ngành xuất khẩu sẽ đem lại thu nhập cho nền kinh tế, công ăn việc làm và thu nhập cho người lao động, đem lại nguồn thu ngoại tệ phục vụ cho nhập khẩu các máy móc cho công nghiệp hóa và đặc biệt là những ảnh hưởng lan tỏa của nó tới các ngành và lĩnh vực kinh tế khác.
Những ngành được lựa chọn là những ngành mà quốc gia có lợi thế. Tuy nhiên, lợi thế của quốc gia thay đổi cùng với quá trình phát triển của mình, nên có nhiều giai đoạn công nghiệp hóa theo hướng xuất khẩu.
- Trong giai đoạn đầu tiên của công nghiệp hóa, các nước đang phát triển thường chỉ có lợi thế ở những ngành thuộc khu vực một của nền kinh tế như khai thác tài nguyên thiên nhiên và nông nghiệp. Vì thế, giai đoạn này hay được gọi là giai đoạn công nghiệp hóa theo hướng xuất khẩu sơ khai. Nhật Bản trải qua giai đoạn này vào những thập niên cuối của thế kỷ 19. Hàn Quốc và Đài Loan trải qua giai đoạn này từ đầu thập niên 1960.
- Sang giai đoạn thứ hai, các ngành thâm dụng lao động như dệt may, đóng giày, thực phẩm qua chế biến, đồ gỗ qua gia công, và những ngành công nghiệp nhẹ khác cùng ngành đóng tàu, v.v... được lựa chọn vì lúc này lợi thế của quốc gia chính là lao động rẻ và có tay nghề không cần cao. Nhật Bản trải qua giai đoạn này vào hai thập niên đầu của thế kỷ 20, trong khi đó Hàn Quốc và Đài Loan sớm từ bỏ giai đoạn một (vì họ đều nghèo tài nguyên thiên nhiên và nông nghiệp sớm không đáp ứng được nhu cầu nội địa) và chuyển sang giai đoạn hai từ nửa cuối thập niên 1960.
- Ở giai đoạn thứ ba của công nghiệp hóa theo hướng xuất khẩu, các ngành được lựa chọn là những ngành thâm dụng tư bản (vốn) và lao động có kỹ năng như sản xuất hàng điện gia dụng-điện tử, cơ khí đơn giản như chế tạo máy nông nghiệp, sản xuất xe gắn máy. Nhật Bản trải qua giai đoạn này sau khi kết thúc Chiến tranh thế giới thứ hai cho đến giữa thập niên 1960. Hàn Quốc và Đài Loan bắt đầu xúc tiến giai đoạn này từ đầu thập niên 1980.
- Ở giai đoạn thứ tư, các ngành được lựa chọn là những ngành thâm dụng công nghệ như chế tạo máy chính xác, hóa chất, chế tạo ô tô, v.v...

Ba giai đoạn sau được gọi chung là công nghiệp hóa theo hướng xuất khẩu của khu vực thứ hai (khu vực chế tạo). Các giai đoạn trên có thể gối nhau. Thậm chí, một số nền kinh tế đang phát triển lớn mà hầu như tất cả các phân ngành chế tạo đều có thì có thể thực hiện bốn giai đoạn đồng thời với sự xuất phát của mỗi giai đoạn có thể khác nhau; điển hình cho trường hợp này là Trung Quốc, nước đồng thời xuất khẩu từ nông sản tới các thiết bị công nghệ cao.